# Nikola Zsekov
Nikola Todorov Zsekov (Szliven, Bulgária, 1864. december 25. – Füssen, Bajorország, 1949. november 1.) bolgár katonatiszt, a Bolgár Hadsereg vezérkari tisztje volt az első világháború idején és egy rövid ideig a hadügyminiszteri tisztséget is betöltötte.

## Pályafutása kezdetei
Általános iskolai tanulmányait követően a szófiai katonai akadémián sajátította el a katonai alapismereteket. 1885-ben önkéntesként jelentkezett egy tartalékos hadosztályhoz, a szerb–bolgár háború idején. 1886-ban részt vett az I. Sándor bolgár fejedelem elleni puccskísérletben, ezért lefokozták kadéti rangra és a 12. gyalogos hadosztályhoz rendelték szolgálatra. A fejedelmet azonban még ebben az évben lemondásra kényszerítették, így Zsekov tovább folytathatta tanulmányait az akadémián, ahol 1887-ben végzett, hadnagyi rangot kapott és a Sumenben állomásozó 2. gyalogos hadosztályhoz rendelték. 1894-ben századossá léptették elő és Olaszországba küldték, ahol 1898-ig a torinói katonai akadémián tanult. Hazatérése után a 3. gyalogos hadosztályhoz került, majd 1901-ben őrnagyi rangot kapott és bekerült a hadsereg vezérkarába. 1910–1912 között az 1. gyalogos hadosztály parancsnoka volt és a szófiai katonai akadémián is tanított, melynek 1912-ben parancsnokává nevezték ki.
Az első Balkán-háború idején a 2. Bolgár Hadsereg vezérkari főnöke volt, melynek élén részt vett Edirne város ostromában. A háború végén azonban megbetegedett, így a második Balkán-háborúban már nem tudott részt venni. Felépülése után a Nyugat-Trákiában (ma Görögország része) állomásozó bolgár csapatok parancsnoka lett.
1913-ban Zsekov tagja volt annak az isztambuli diplomáciai küldöttségnek, amelynek feladata volt egy katonai egyezség megkötése az Oszmán Birodalommal.

## Az első világháborúban
Mikor 1915-ben Bulgária belépett az első világháborúba, vezérőrnaggyá léptették elő és kinevezték hadügyminiszternek. Ferdinánd király egyúttal őt nevezte ki a Bolgár Hadsereg vezérkari főnökévé is. A bolgár hadsereg az ő vezetésével vett részt Németország és Ausztria-Magyarország oldalán a Szerbia elleni hadjáratban, és elfoglalta Makedóniát, 1916–17-ben pedig Dobrudzsa térségében – az August von Mackensen vezette német csapatok segítségével – támadást indított Románia ellen, nagy mértékben hozzájárulva a románok felett aratott győzelemhez. Háborús érdemei elismeréséül 1916 októberében altábornaggyá léptették elő.
Az 1917-es és 1918-as esztendőben a bolgár csapatok főként az antant balkáni offenzívájának megállításával voltak elfoglalva. 1918 nyarán Zsekov megbetegedett és Bécsbe ment kezeltetni magát, távollétében Georgi Todorovra bízva a hadsereg vezetését. Az antant a Todorov vezette bolgár seregekre szeptember 15-én a Dobro Pole-i csatában súlyos vereséget mért, amelynek következményeként Bulgária nemsokára kapitulált. November 4-én Nikola Zsekovot félreállították az aktív szolgálatból és tartalékos állományba helyezték.

## A háború után
A háború után Zsekov Németországba ment önkéntes száműzetésbe, de 1921-ben hazatért, de letartóztatták és 3 év vizsgálati fogság után 10 év börtönre ítélték, viszont büntetését nem kellett letöltenie, mert amnesztiában részesült. Az ezt követő években visszavonult a közélettől és emlékiratainak illetve katonai értekezéseinek megírásával foglalkozott. 1936-ban előléptették gyalogsági tábornokká, amely ekkor a Bolgár Hadsereg legmagasabb rangfokozatának számított.
A második világháború alatt Zsekov baráti kapcsolatot létesített Adolf Hitlerrel, aki Franciaország legyőzése után meghívta őt, hogy látogassa meg Párizst a Führer vendégeként. Az 1944. szeptemberi szófiai felkelést követően Zsekov Németországba menekült, félve az esetleges politikai felelősségre vonástól. Távollétében, 1945. február 1-jén a Népbíróság halálra ítélte.
Zsekov 1949-ben a bajorországi Füssenben halt meg. 1992. november 7-én maradványait hazahozták és a szófiai katonai mauzóleumban helyezték végső nyugalomra.